# Tovarníky

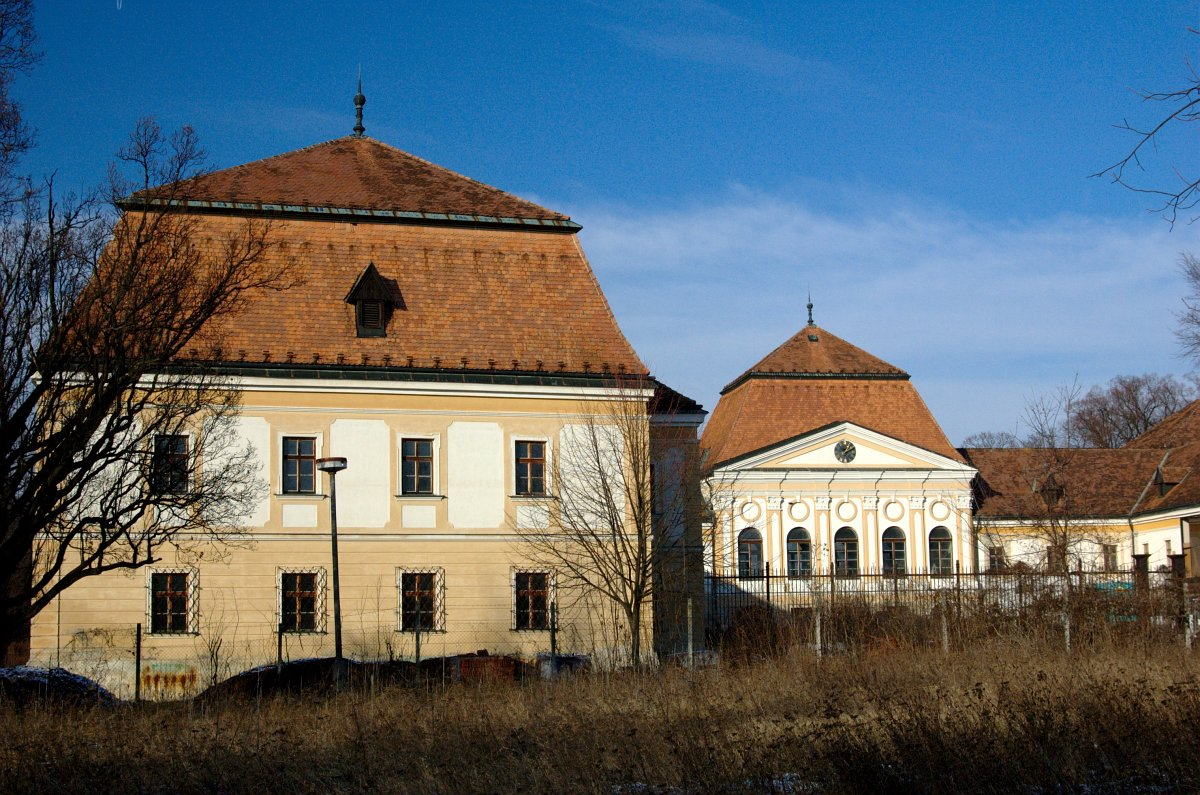
Tovarníky

Tovarníky  is een Slowaakse gemeente in de regio Nitra, en maakt deel uit van het district Topoľčany.
Tovarníky telt 1.444 inwoners.